# Fly Me to the Moon
《Fly Me to the Moon》通常被譯為“帶我飛向月球”，原名《In Other Words》（换句话说），原是由巴特·霍华德写于1954年的一首华尔兹舞曲。凯·巴拉德在1954年第一次录制了这首歌曲。从那时起，它开始成为一首多次被翻唱的爵士经典曲。法蘭·仙納杜拉的1964年录制版本与阿波罗登月计划密切相关。

## 歌曲的创作和早期公演
1954年创作这首后来以《带我飞向月球》之名而著称的歌曲时，巴特·霍华德已经投身音乐创作超过20年。他为卡巴萊歌手弹钢琴伴奏，也同他的偶像科尔·波特一起写歌。应发行商的发行单曲的要求，巴特·霍华德以华尔兹曲调写了首卡巴萊民谣名为《In Other Words》。发行商试图让他将歌词由“fly me to the moon”改成“take me to the moon”，但霍华德拒绝了。 幾年之後他回憶道：「我花了20年才知道要怎麼在20分鐘內寫出一首歌」。（“... it took me 20 years to find out how to write a song in 20 minutes".）
最初這首歌是1954年由凯·巴拉德錄音，當時是以「In Other Words」之名推出。後來Portia Nelson也翻唱了這首歌，而「Fly Me to the Moon」這個名字則是強尼·馬席斯在1956年推出專輯之時出現的。
現在最為人所知的版本是1964年由昆西·琼斯編曲，由法蘭·仙納杜拉演唱並收錄於《It Might as Well Be Swing》這張專輯中的版本。此時美國正推行阿波羅10號的登月計畫，故這首歌推出之後大受歡迎，甚至成為此年代的代表曲。其受歡迎程度之甚，1969年阿波羅11號登陸月球時艙中也播放著本曲。

## 《In Other Words》早期的录音
凯·巴拉德《In Other Words》的第一支商业发售的录音，这张唱片1954年4月由迪卡发布。2010年在YouTube上被上传的一段凯·巴拉德录制《In Other Words》的影片有超过80,000的点击量。1954年5月8日《告示牌》上刊登的一则简单介绍讲道《In Other Words》是“一首唱出了巴拉德小姐的感觉的情歌”。
在接下来的几年里，许多的爵士乐和卡巴萊歌手陆续以EP或者LP录音专辑的形式发布了《In Other Words》这首歌的翻唱版本，这其中包括了克里斯·康纳、约翰尼·马蒂斯、Portia Nelson以及南希·威尔森等。埃迪·戈梅1958年在她的专辑《Eydie In Love》中翻唱了这首歌曲，并获得了錢櫃 (雜誌)专辑排行榜第20名以及格莱美奖提名

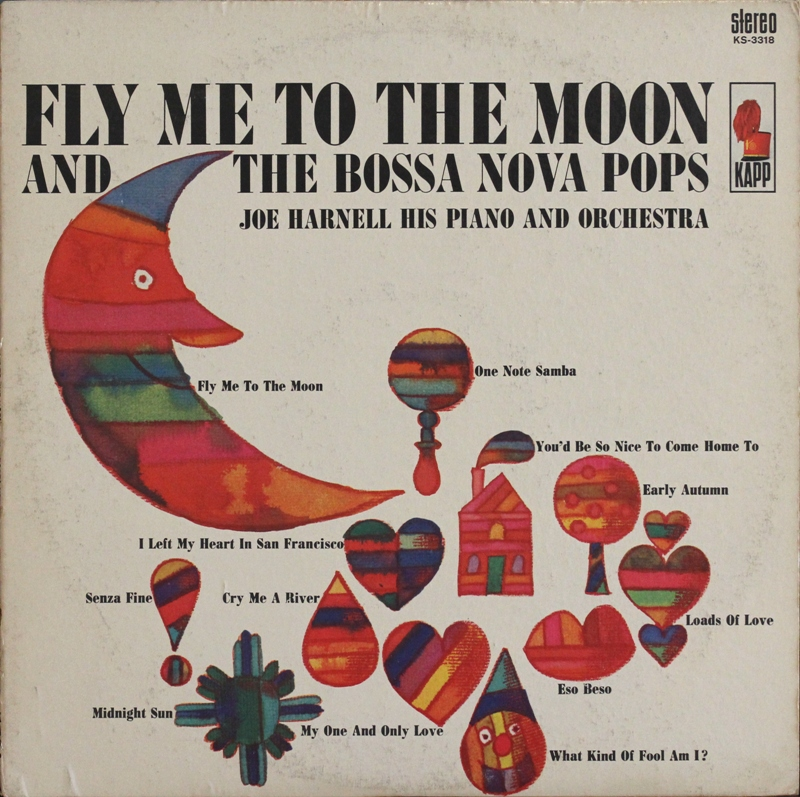
Joe Harnell1963年专辑《Fly Me To The Moon Bossa Nova》

## 以《Fly Me To The Moon》更加流行
Let me see what Spring is like On Jupiter and Mars
In other words,hold my hand!
In other words,darling,kiss me!
Fill my heart with song And let me sing forevermore
You are all I long for All I worship and adore
In other words,please be true!
1960年佩姬·李录制了这首歌，而当在《艾德·苏利文秀》上当众表演后，则让这首歌一炮而红。当歌曲的知名度上升后，这首歌被更多地传称为《Fly Me To The Moon》。而在1963年，佩吉·李说服巴特·霍华德正式将歌名改为《Fly Me To The Moon》。在20世纪60年代早期，这首歌以新歌名被许多歌手所传唱，如納·京·高爾、莎拉·沃恩和布兰达·李。科尼·弗朗西斯于1963年发行了这首歌的两支非英语版本：意大利语版的《Portami Con Te》和西班牙语版的《Llévame A La Luna》。
1962年Joe Harnell改编并录制的巴薩諾瓦风格的器乐版本并于当年年底作为单曲发行。这首歌1963年在告示牌百强单曲榜排名第14位并帮助获得格莱美奖。Harnell录制的版本同时也收录于他的专辑《Fly Me To The Moon And The Bossa Nova Pops》中于1963年初发行并在公告牌二百强专辑榜上排名第3位。20世纪60年代，许多歌手，如罗伊·海恩斯、Al Hirt和奥斯卡·彼得森等都曾翻唱过这首歌。

## 被确认为“标志性歌曲”
1999年，美国歌曲创作名人堂 将“Fly Me to the Moon”确立为“标志性歌曲”，这是用来奖励“……每年最具代表性的歌曲，从而来肯定其对于人类文化历史上的独特贡献。”

## 游戏与影视作品中的应用
1995年在日本首播的电视动画新世紀福音戰士在每集片尾都会播放不同版本的《Fly Me to the Moon》，其中由CLAIRE演唱的版本使用在了第1至4、16、18和18話。该动画的再构筑电影作品《福音戰士新劇場版：序》及《福音戰士新劇場版：破》預告片中均使用了由宇多田光翻唱的《Fly Me to the Moon》。
2009年10月29日在游戏主机Xbox 360和PlayStation 3上发行的动作游戏《魔兵驚天錄》中，使用了这首歌作为主题歌。同时, remix版本的Fly Me to the Moon (∞ Climax Mix)也在游戏中屡次作为插曲而被使用。
作为奥利弗·斯通在1987年导演的电影《华尔街》的主题曲而被使用。
在2021年Netfilx网剧《鱿鱼游戏》片段中使用。
在2022年张吃鱼执导，沈腾主演的科幻电影《独行月球》中作为插曲使用（演唱者为刘可夫）。
在克林特·伊斯特伍德于2000年导演的电影《太空牛仔》中，弗兰克·辛纳特拉的演唱的版本作为插曲和片尾曲使用。

## 脚注